# マックス・ティシュラー
マックス・ティシュラー（Max Tishler、1906年10月30日 - 1989年3月18日）は、アメリカ合衆国の化学者。

## 人物
メルクに勤務し、アスコルビン酸、リボフラビン、コルチゾン、ミアミン、ピリドキシン、パントテン酸、ニコチンアミド、メチオニン、トレオニン、トリプトファン等の物質の合成を研究するチームを率いた。また、微生物の発酵過程によってアクチノマイシンD、ビタミンB12、ストレプトマイシン、ペニシリン等を製造するグループも率いた。ティシュラーはコクシジウムを治療するスルファキノキサリンの発明者でもある。
彼は1906年にボストンでヨーロッパからの移民の6人兄弟の5番目として生まれた。靴屋の父は、マックスが5歳の時に家族を捨て、マックスはパンや新聞の配達で家計を助けた。1918年のスペインかぜの流行時には薬局に勤めていた。タフツ大学で化学を学び優等（magna cum laude）の成績で卒業し、ハーバード大学から1933年に化学の修士号、1934年に有機化学の博士号を得た。博士論文のタイトルは、"I. The reduction of alpha halo-ketones. II. The action of organic magnesium halides on alpha halo-ketones and on alpha halo-sulfones." だった。3年間、ハーバード大学で教鞭を取った後、メルクに就職した。メルクで最初に割り当てられた仕事は、大量のリボフラビンを安価に作る方法の開発だった。1940年代に彼はコルチゾンの大量合成法の開発に成功した。
1970年にメルクを退社し、ウェズリアン大学に移籍した。
1989年、彼は妻のエリザベス、息子で医学者のピーターとカール、義理の娘のシグリッドとボニー、3人の孫と4人の曾孫を残して、コネチカット州ミドルタウンで死去した。

## 受賞など
- 1961年 - IRIメダル
- 1968年 - 化学パイオニア賞
- 1970年 - プリーストリー賞
- 1977年 - アメリカ化学者協会ゴールドメダル
- 1982年 - 発明家の殿堂選出
- 1987年 - アメリカ国家科学賞